# حيدسلام (ردمان)

تعديل مصدري - تعديل

حيدسلام هي إحدى قرى عزلة ال بقش بمديرية ردمان التابعة لمحافظة البيضاء، بلغ تعداد سكانها 119 نسمة حسب تعداد اليمن لعام 2004.